# Kościół św. Trójcy w Witowie
Kościół pw. św. Trójcy w Witowie – polski rzymskokatolicki kościół parafialny znajdujący się w miejscowości Witowie (gmina Koszyce, powiat proszowicki, województwo małopolskie).

## Parafia

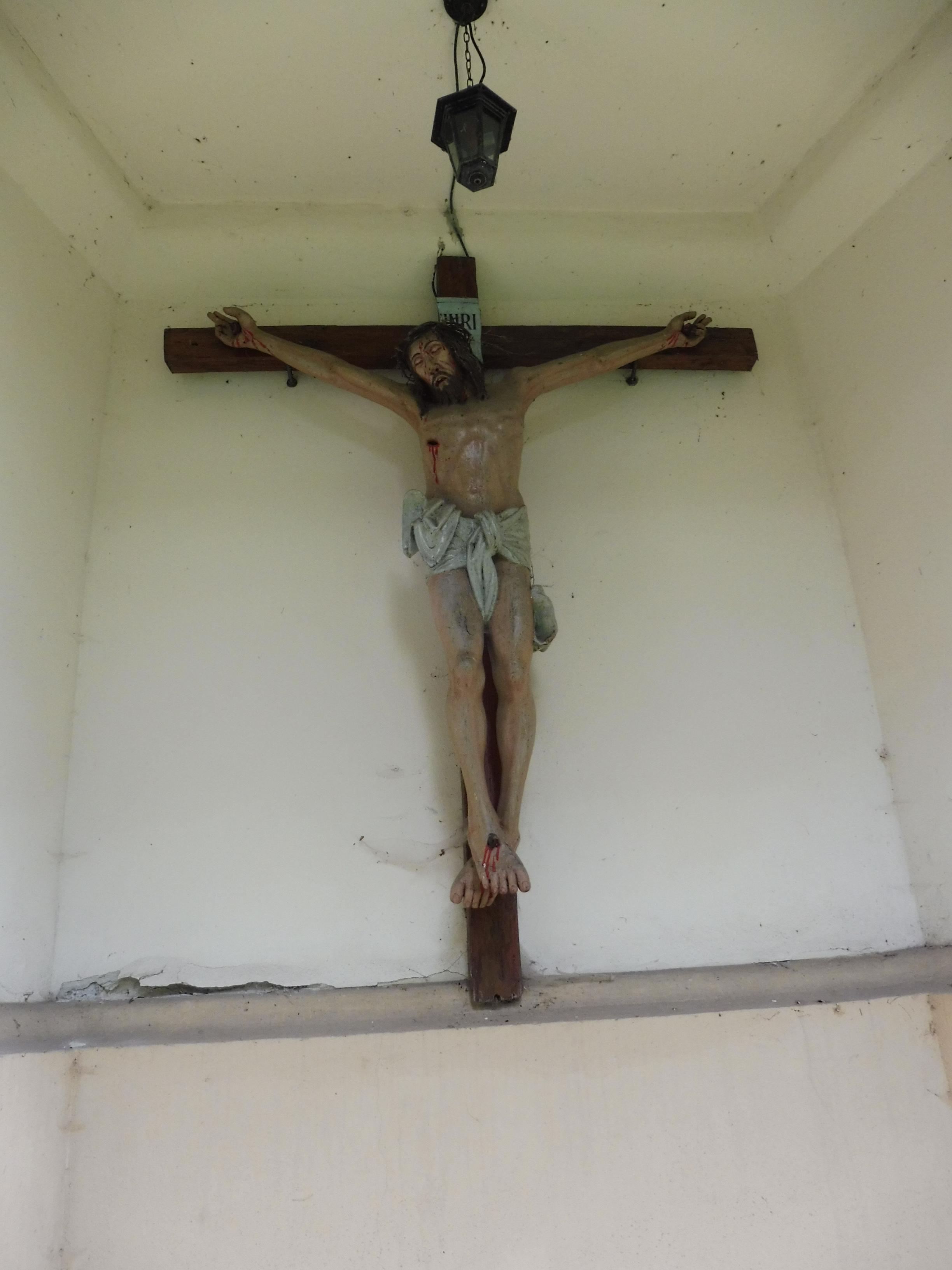
Krucyfiks na zewnętrznej ścianie prezbiterium

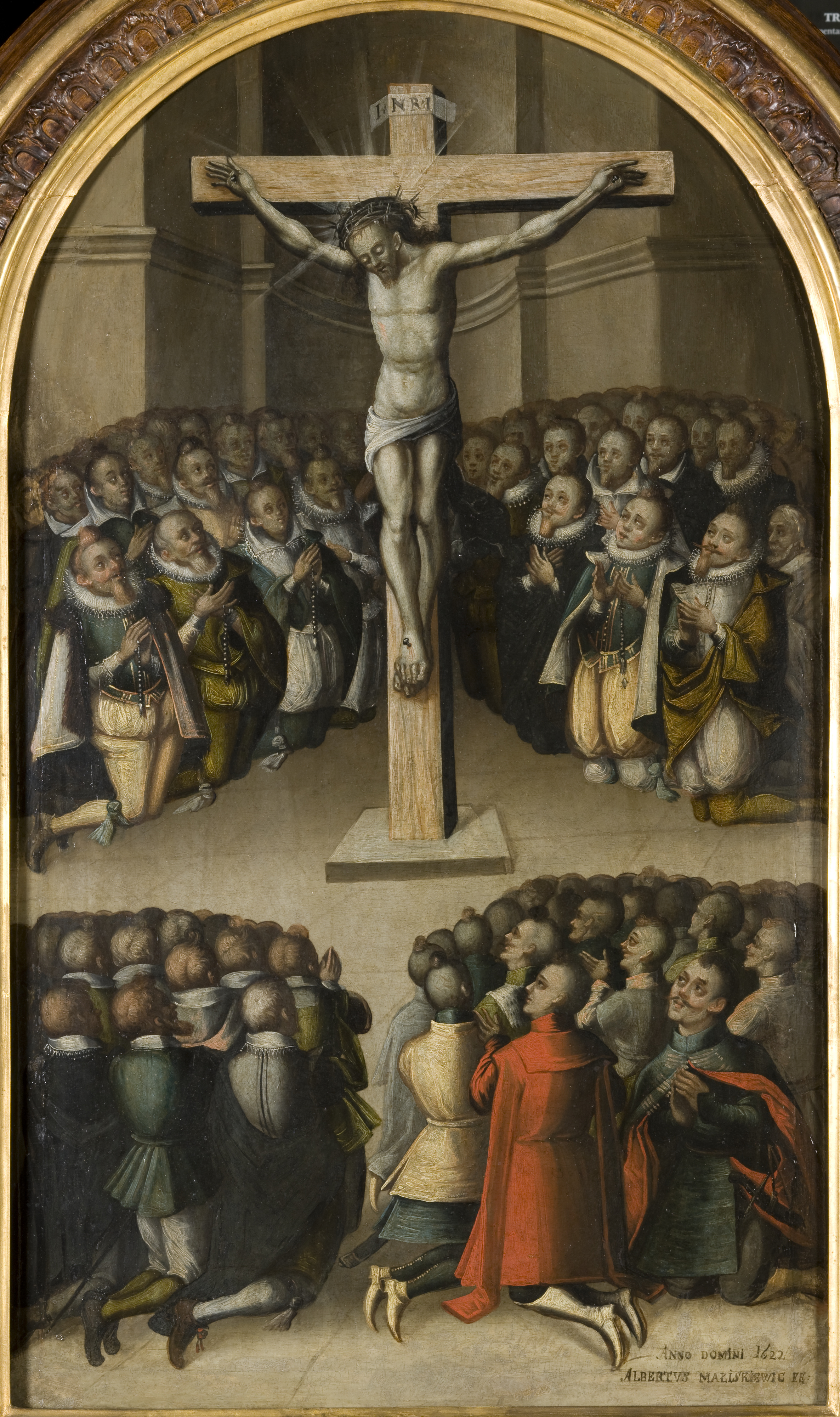
Albertus Małiskiewic, Adoracja Krucyfiksu, z kościoła norbertanów w Witowie, 1622, Muzeum Narodowe w Krakowie

Parafia należy do dekanatu kazimierskiego, diecezji kieleckiej, metropolii krakowskiej.
W końcu XVI wieku parafia była siedzibą dekanatu w Diecezji krakowskiej. 

## Historia
Witów leży na wysokiej wiślanej skarpie, tuż obok Koszyc – dwa kilometry od koszyckiego rynku. Pierwsze wzmianki o kościele pojawiły się w spisach świętopietrza za lata 1325-1327. Jan Długosz w Liber beneficiorum zapisał informację o murowanym z cegły, pierwszym kościele we wsi pod wezwaniem św. Jadwigi. W skład parafii wchodziły wsie: Górka, Jewszyce, Morsko, Sokołowice, Strzelce Małe i Wielkie oraz miasto Koszyce, którego kościół stanowił filię Witowa. Obecny pw. św. Trójcy pochodzi z I połowy XV w., wzniesiony w stylu gotyckim, przebudowany w latach 1546-1547, remontowany w latach 1914 i 1949 po zniszczeniach wojennych. W drugiej połowie wieku XVI przez dziesięć lat stał się kościołem ariańskim. Po przejęciu przez katolików miała miejsce rekonsekracja i wtedy kościołowi nadano wezwanie św. Trójcy. 
Terytorium parafii uszczuplone zostało po roku 1815, po Kongresie Wiedeńskim odłączono od niej wsie znajdujące się za Wisłą – będące teraz za państwową granicą. Drugą przyczyną pomniejszenia parafii było erygowanie samodzielnej parafii w Koszycach. Witowska parafia jest od tego czasu niewielka. Współcześnie pozostały w niej prócz Witowa tylko Morsko i Kępa, w sumie nie więcej niż 500 wiernych.
Kościół jest jednonawowy z węższym i niższym prezbiterium, zamkniętym wielobocznie. Od północy do prezbiterium przylega zakrystia. Nawa kościoła przykryta jest płaskim stropem, prezbiterium sklepieniem krzyżowo-żebrowym, zakrystią kolebką. Mury zewnętrzne świątyni pokryte są tynkiem. Według opisu ks. Jana Wiśniewskiego z okresu międzywojennego jest ona murowana z cegły „nieoszabrowanej”. Dachy kościoła są dwuspadowe, bardzo strome. Zachodni szczyt rozczłonkowany jest wnękami okrągłołukowymi z XVI stulecia. 
W roku 1921 przy ceglanym kościele pojawiła się drewniana kruchta – dzwonnica. Dobudowano ją przy zachodniej elewacji kościoła. Ma ona konstrukcję słupowo – ramową, na fundamencie murowanym, od wysokości około 1,50 metra oszalowana deskami. Jest dwukondygnacyjna: parter pełni rolę kruchty, dzwonnica jest na piętrze. Dzwonnica stanowi dość późny, ale całkiem udany dodatek do bardzo starego kościoła. W kościele zachował się wyjątkowo cenny obraz późnogotycki „Tron Łaski” z pocz. XVI przeniesiony w 2006 r. do Muzeum Diecezjalnego w Kielcach. W kościele znajduje się jego wierna kopia.